# Ars vivendi verlag
Der ars vivendi verlag ist ein 1988 gegründeter Buch- und Kalenderverlag mit Sitz im mittelfränkischen Cadolzburg. Der Name leitet sich aus dem Lateinischen ab und bedeutet Lebenskunst.

## Geschichte
Der Verlag wurde 1988 von Norbert Treuheit (* 1956) und Friedrich Kehrer (* 1959) gegründet. Nach den „kritischen Kneipenführern“ in der Reihe Zwischen Sekt und Selters folgten ab 1990 erste Belletristiktitel. In diesem Jahr übernahm Norbert Treuheit auch den Posten als alleiniger Geschäftsführer und Verleger. Ab 1991 wurde das Programm um Kalender erweitert, die 2015 zwei Auszeichnungen in Silber des Gregor Calendar Awards erhielten. Fotografen sind unter anderem Isolde Ohlbaum, Walter Vogel und Susanne Casper-Zielonka.
Mit Helmut Haberkamm und später Fitzgerald Kusz kamen ab 1992 fränkische Mundartdichter hinzu. Seit 1996 gehört auch die Sparte Kulinarik zum festen Programm. Léa Linster und Peter Gaymann veröffentlichten gemeinsam die Titel Das Gelbe vom Ei, Wein muss rein! und Avec amour bei ars vivendi. Seit dem Jahr 2000 erscheint das Werk Shakespeares bei ars vivendi in der Neuübersetzung von Frank Günther. 
Seit 2005 veröffentlicht ars vivendi darüber hinaus Kriminalromane, vor allem Frankenkrimis (u. a. von Jan Beinßen, Dirk Kruse und Tommie Goerz). Geschenkartikel gehören ebenfalls zum Programm. Seit einigen Jahren fördert der Verlag in Kooperation mit den Nürnberger Nachrichten den literarischen Nachwuchs der Region mit dem Fränkischen Krimipreis.

## Programm

Gründer und Geschäftsführer des ars vivendi verlags, Norbert Treuheit (2019)

ars vivendi ist vor allem als Kalender-, Literatur- und Krimiverlag bekannt. Zu den Autoren zählen unter anderen Rafik Schami, Frank Günther, Ewald Arenz, Jan Beinßen, Hermann Glaser, Fitzgerald Kusz, Ariane Sommer, Helmut Haberkamm, Nataša Dragnić und Andreas Séché.

## Auszeichnungen
- Tucher-Kulturpreis für den Verleger Norbert Treuheit (1996)
- Förderpreis Literatur der IHK-Kulturstiftung der mittelfränkischen Wirtschaft für den Verleger Norbert Treuheit (2008)
- Deutscher Verlagspreis (2019)[4]
- Deutschlands schönstes Regionalbuch (2019): »Kleine Sammlung fränkischer Dörfer«[5]
- Deutscher Verlagspreis (2021)[6]
- Deutschlands schönstes Regionalbuch (2021): »Tante Emma lebt«[7]
- Deutscher Verlagspreis (2022)[8]